# Кар'якюла (Тюрі)
Ка́р'якюла (ест. Karjaküla) — село в Естонії, у волості Тюрі повіту Ярвамаа.

## Населення
Чисельність населення на 31 грудня 2011 року становила 59 осіб.